# Karl-Jesko von Puttkamer

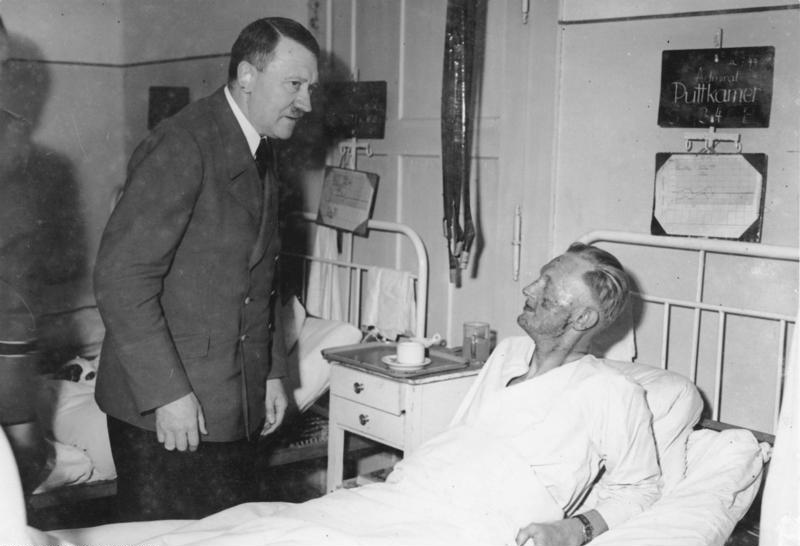
Karl-Jesko von Puttkamer recibe a Adolf Hitler después del Atentado del 20 de julio de 1944

Karl-Jesko von Puttkamer  (Fráncfort del Óder, 24 de marzo de 1900 - Múnich, 3 de abril de 1981) fue un marino alemán con el grado de almirante perteneciente a la Reichsmarine y luego a la Kriegsmarine durante las dos guerra mundiales y ejerció el cargo de edecán naval de Hitler y enlace del OKW en el Reichstag durante la Segunda Guerra Mundial.

## Biografía
Karl-Jesko von Puttkamer nació en Frankfurt en 1900, su familia Puttkamer pertenecía a la nobleza y estaba relacionada con Otto von Bismarck, cuya ascendencia usaba normalmente el nombre Jesko o Jesco en el nombre de sus varones.
Fue aceptado con las credenciales necesarias para el curso de cadete voluntario en la Reichsmarine el 2 de julio de 1917 y sirvió a bordo del crucero pesado SMS Freya hasta 1918. 
Asistió a la Academia Naval de Mürwik y se incorporó a la 2.ª compañía de Asalto de Petersdorff en Curlandia, luego realizó un crucero de instrucción en el Niobe obteniendo el grado de teniente en 1921.
Entre 1922 y 1924 visita y se especializa en varias ramas del arma naval, incluyendo la flotilla de torpederos. 
En 1922 sigue el curso de oficiales en Mürwik alcanzando el grado de teniente primero siendo asignado a la Dirección de Personal del Comando Naval.

En 1928, recibe el comando de una lancha torpedera, el SMS Albatross alcanzando el grado de capitán de fragata, luego es transferido al torpedero SMS Seeadler siendo adjuntado a la 2.ª Flotilla de Torpederos.

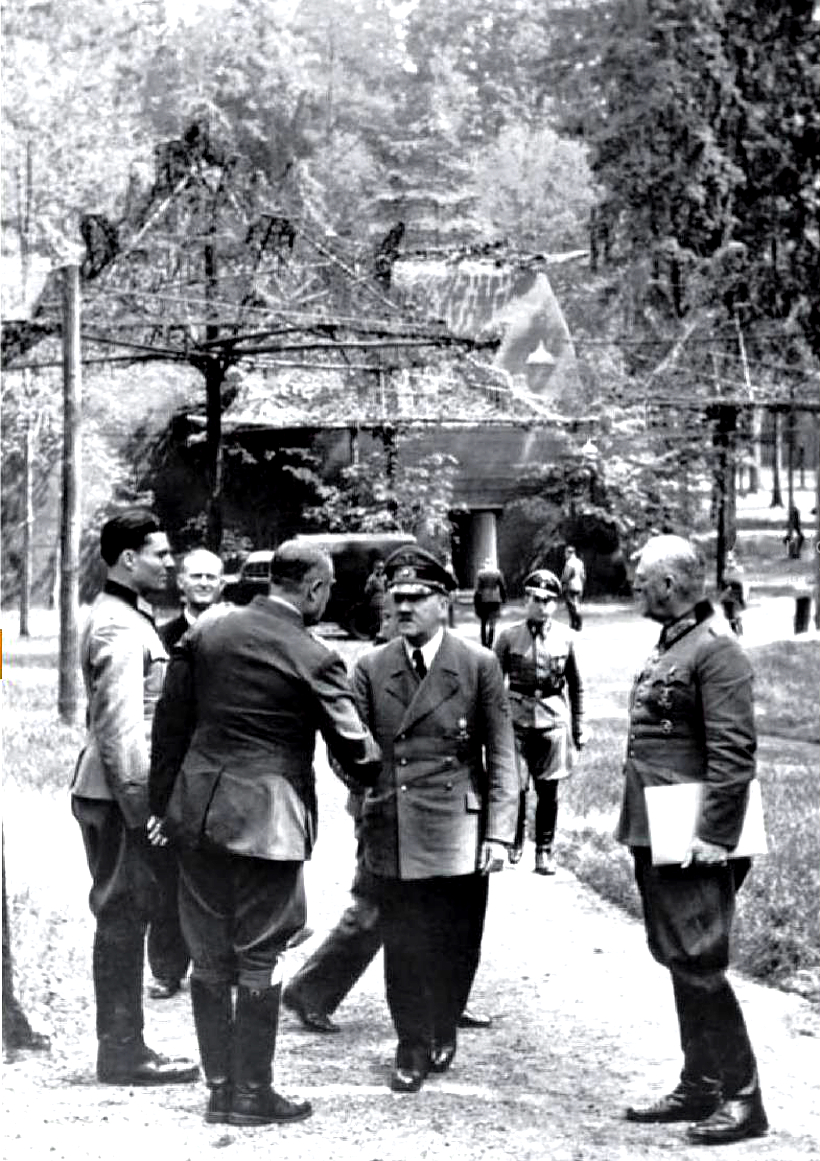
Puttkamer en segundo plano, a la izquierda de Claus von Stauffenberg, el 15 de julio de 1944

Entre el 10 de marzo de 1931 hasta 1933 realiza el curso de formación de oficiales de Estado Mayor del Ejército sirviendo además como enlace naval en la Cancillería ante Hitler, siendo nombrado Comandante de Flotilla en 1936.
En 1938 a Puttkamer se le dio el mando de un destructor, el Hans Loyd y luego el mando de la 4.ª Flotilla de destructores.
En 1939, vuelve a ser llamado a la cancillería como enlace naval adjunto a Hitler siendo ascendido a Capitán de Mar (Kapittan Zur See). En 1943, alcanza el grado de contralmirante.
El 15 de julio de 1944, Puttkamer es fotografiado junto al coronel Claus von Stauffenberg, en Wolfsschanze.
A raíz del Atentado del 20 de julio de 1944, Puttkamer resulta herido de gravedad y se le confiere la Medalla de Herido en Combate.
Se restablece y vuelve a sus funciones y en las postrimerías del régimen nazi, Puttkamer recibe la orden de supervisar junto a sus secretarias la destrucción de documentos en Berghof.
Es tomado prisionero el 8 de mayo de 1945 y es liberado sin cargos en 1947.
Karl-Jesko von Puttkamer fallece el 3 de abril de 1981 en la ciudad de Múnich.